# Новица Симић
Новица Симић (Милићи, 18. новембар 1948 — Београд, 2. март 2012) био је генерал-пуковник Војске Републике Српске. Био је начелник Главног штаба (Генералштаба) Војске Републике Српске. Био је начелник штаба Прве оклопне бригаде Првог крајишког корпуса Војске Републике Српске током војне операције Коридор.

## Биографија
Генерал-пуковник Симић (Милорада) Новица рођен је 18. новембра 1948. године у насељу Нова Касаба, општина Милићи. Одрастао је у Сарајеву, где је завршио основну школу и гимназију. У Београду је завршио Војну академију Копнене војске ЈНА, двогодишњу Командно-штабну школу тактике и једногодишњу Школу националне одбране.
Почетком распада Југославије је имао чин пуковника Југословенске народне армије. У међувремену државни и војни врх Југославије 1992. године потпуно губи контролу над појединим дијеловима Југославије, а 4. маја 1992. савезне власти доносе одлуку да се Југословенска народна армија, сви њени припадници заједно са техником повуку до 19. маја 1992. у новоосновану Савезну Републику Југославију која је била сачињена од Републике Србије и Републике Црне Горе. Након повлачења ЈНА, војне формације из Хрватске заузимају дијелове Републике Српске у области Посавине, након чега се војно и државно руководство Републике Српске одлучује за операцију Коридор. Новица Симић постаје официр војске Републике Српске са дотадашњим ЈНА чином пуковника. Средином 1992. преузима команду над 16. Крајишком моторизованом бригадом, а ускоро након тога бива унапређен у чин генерал-мајора Војске Републике Српске. Током операције Коридор, вршио је функцију команданта Прве тактичке групе ВРС. На захтјев Команде ВРС, постављен је за команданта Источнобосанског корпуса Војске Републике Српске. Обављао је дужност начелника Главног штаба (Генералштаба) Војске Републике Српске. Пензионисан је у новембру 2002, а службу је завршио 1. марта 2003. Преминуо је 2. марта 2012. године на Војномедицинској академији у Београду након дуже болести. Сахрањен је 5. марта 2012. уз највише војне почасти на гробљу Свети Пантелија у Бањој Луци.

## Признања
- Орден Немањића
- Карађорђева звијезда првог реда.[4]
- Орден за храброст ЈНА[4]
- Повеља општине Модрича, постхумно 2012.[5]

## Дјела
- Коридор 92, Борачка организација Републике Српске, 1.000 примјерака, Бања Лука (2011)[6]